# 趙光祖

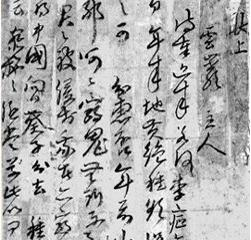
趙光祖の書簡

趙 光祖（チョ・グァンジョ、ちょう こうそ、ハングル: 조광조、1482年 - 1519年）は、16世紀前半の朝鮮時代中期の儒学者・政治家。高麗末の鄭夢周以来の儒学の伝統を受け継ぎ、朝鮮性理学の学問としての端緒を確立した儒家で、自ら提唱した「道学政治」を実践した改革派の政治家でもあった。
字は孝直、号は静庵。本貫は漢陽趙氏。著書としては『静庵集』が遺されている。

## 生涯
1482年（成宗13年）、下級官吏であった趙元綱の子として、漢陽（現在のソウル）に生まれる。朝鮮開国の功臣趙温の五世の孫に当たる。
16歳の時（1498年頃）、父の任地平安道の魚川に同行し、戊午士禍により煕川に流刑となっていた金光弼に出会い、弟子となって道学主義に基づく厳しい実践教育の薫陶を受ける。
若くしてその才能は朝廷まで聞こえていたが、あえて科挙の受験にこだわらず、青年時代には各地を歴訪して勉学に努めた。師の金光弼も、その君子然とした振る舞いと学問への真摯な態度を高く評価していた。
1510年（中宗5年）数え29歳の時初めて、科挙の司馬試（進士試）を受験し、状元（首席）で合格して成均館に入学を許される。成均館に入学してほどなく、趙光祖の深い学識と清廉潔白な人柄は評判を呼び、やがて多くの儒生と吏曹判書（安瑭：1460年 - 1512年）の推挙により、造紙署の司紙に任命されて官吏への歩みを始めた。
1515年（中宗10年）、数え34歳の時、従六品の官職に任用されたが、特別扱いを嫌って増広試（謁聖別試）の文科に合格する。この後、官職としては典籍・監察・礼曹佐郎を歴任し、弘文館副提学を経て、ついには大司憲にまで至る。
国王・中宗の厚い信任のもとで1515年から1519年までの4年間、急進的な改革政治を提言し、実行した。
1517年（中宗12年）、勲旧勢力（反正功臣派）に対する本格的な改革を断行。1518年（中宗13年）、司憲府の大司憲と王世子の輔養官を兼任し、改革政治を実践。1519年（中宗14年）秋、勲旧勢力に対して、「偽勲削除」の問題を提起。南袞・沈貞らの勲旧派の誣告により、「己卯士禍」がおこり、急進的士林派の首領として投獄され、綾州に配流後、賜死（享年38）となった。
- 1515年8月22日現在、造紙署司紙（ジョジソ サジ 従六品相当）に任官。
  - 8月29日、成均館典籍（ソンギュングァン チョンジェク 正六品相当）に異動。
  - 11月20日、司諫院正言（サガンウォン チョンオン 正六品相当）に異動。
  - 月日不詳、司憲府監察（サホンブ カムチャル 正六品相当）に異動。
  - 月日不詳、戸曹佐郎（ホジョ ジョワラン 正六品相当）に異動。
  - 月日不詳、礼曹佐郎（イエジョ ジョワラン 正六品相当）に異動。
  - 月日不詳、工曹佐郎（コンジョ ジョワラン 正六品相当）に異動。
- 1516年3月28日、弘文館修撰（ホンムングァン スチン 正六品相当）に異動。
  - 5月22日現在、経筵庁検討官（キョンヨンチャン ゴムトグァン 正六品相当）を兼任中。
- 1517年4月4日現在、経筵庁侍講官（キョンヨンチャン シガングァン 正四品相当）に異動。
  - 月日不詳、春秋館記注官（チュンチュグァン キジュグァン 五品相当）は兼帯か。
  - 4月27日現在、弘文館校理（ホンムングァン キョリ 正五品相当）は兼帯か。
  - 8月22日、弘文館典翰（ホンムングァン チョンハン 従三品相当）に異動。
  - 閏12月26日現在、弘文館直提学（ホンムングァン ジクジェハク 正三品堂下相当）に異動。
- 1518年1月23日現在、弘文館副提学（ホンムングァン プジェハク 正三品堂上相当）に異動。
  - 6月19日現在、経筵庁参賛官（キョンヨンチャン チャムチャングァン 正三品堂上相当）は兼帯か。
  - 12月18日現在、司憲府大司憲（サホンブ テサホン 従二品相当）に異動。　
  - 月日不詳、世子侍講院副賓客（セジャシガンウォン プビンゲク 従二品相当）を兼帯。
- 1519年1月23日現在、成均館知事（ソンギュングァン チサ 従二品相当）は兼帯か。
  - 4月22日、兼同知成均館事（キョムドンジソンギュングァンサ）を兼帯。同年1月23日現在の成均館知事より異動。
  - 4月29日現在、弘文館副提学（ホンムングァン プジェハク 正三品堂上）は兼帯か。
  - 5月11日現在、経筵庁参賛官（キョンヨンチャン チャムチャングァン 正三品堂上相当）は兼帯か。
  - 7月21日現在、冬至使（ドンジサ）は兼帯か。
  - 10月15日、逮捕投獄。
  - 12月20日、賜死。
- 1544年、特赦により復権。
- 1568年、領議政（ヨンイジョン 正一品相当）を追贈。
- 1569年、文正公（ムンジョンゴン）の諡号を追贈。

※参考：朝鮮王朝実録

## 思想と政治改革
1. 趙光祖がもっとも重視したのが、師・金光弼から学んだ『小学』とその実践で、性理学が単なる思弁ではなく、自らの実践によって、初めて民衆の学問となり、生活の規範となることを主張した。
2. 「呂氏郷約」を手本として、地方の自治組織の行動原理としての「郷約」の地方への普及に努める。
3. 宮廷内の旧習や迷信などの伝統的な価値観も容赦なく批判し、「昭格署の廃止」（1518年）をはじめとする改革に取り組む。
4. 周囲の反対をおして、人材登用のシステムとして、「賢良科」を実施（1519年）
5. 「王道政治」を提唱し、王自身の聖君への歩みを絶えず督励続けたこと。
6. 「中宗反正」の威臣が多すぎることを批判し、勲旧派の聖域にあえて切り込んで、ラディカルな改革を行った。

## 趙光祖が登場する作品
- テレビドラマ『王朝の暁 〜趙光祖伝〜』 1996年、KBS 演：ユ・ドングン（柳東根）
- テレビドラマ『女人天下』 2001年－2002年、SBS 演：チャ・グァンス